# 五畿七道
| 畿內   | 東海道 | 東山道 | 北陸道 |
| 山陰道 | 山陽道 | 南海道 | 西海道 |

五畿七道是古代日本律令制下的行政区划制度，乃效仿唐朝行政区划的产物。五畿效仿唐朝京畿、都畿的设置，是位于今近畿地方的五个令制國的统称，又称畿內。七道效仿唐朝贞观十道，按照从畿内通往全国的七条驿道的走向，将全国划分为七个區分地域的道。目前主流观点认为天武天皇在位时该制度正式确立。另外，1869年北海道成立，随之产生了“五畿八道”的说法。

## 五畿
五畿包括山城、大和、摄津、河内、和泉等五国，此五国是大和王权及后来日本朝廷统治的中心。日本皇室在定都平安京以前经常迁都，但迁都选址基本上不会超出五畿范围，如元明朝的平城京、圣武朝的难波京等。
五畿在地方行政上与其余令制国有着显著差异。例如租庸调制度方面，五畿的居民享有免除庸、减免调的优惠待遇。又例如出行方面，京都贵族未经朝廷批准不得离开五畿领土，行动自由受到限制。
五畿与现代行政区划对照如下：
- 山城國，相当于今京都府东南部。
- 大和國，相当于今奈良县。
- 攝津國，相当于今大阪府西北部、兵库县东南部。
- 河內國，相当于今大阪府东部。
- 和泉國，相当于今大阪府西南部。

## 七道
七道包括東海道、東山道、北陸道、山陰道、山陽道、西海道、南海道。每个道都以辖区内的主干驿道得名。

### 驿道
七条驿道当中六条皆从畿内起始，唯独西海道从筑前国太宰府起始，且自成路网。771年以前武藏国属东山道，以后属东海道。
- 东海道，中路，每驿备马10匹。
  - 主干道：山城京都（今京都府京都市） → 近江 → 伊势 → 尾张 → 三河 → 远江 → 骏河 → 伊豆 → 相模 → 武藏 → 下总 → 常陆国府（今茨城县石冈市）。
  - 支路：近江 → 伊贺、伊势 → 志摩、伊豆 → 甲斐、下总 → 上总 → 安房。
  - 联络道：常陆 → 陆奥。
  - 771年以前主干道相模以下走向：相模 → 上总 → 下总 → 常陆。
- 东山道，中路，每驿备马10匹。
  - 主干道：山城京都 → 近江 → 美浓 → 信浓 → 上野 → 下野 → 陆奥国府（今宮城縣仙台市及多賀城市）。
  - 支路：美浓 → 飞驒、陆奥 → 出羽。
  - 联络道：信浓 → 越后。
  - 771年以前主干道上野以下走向：上野 → 武藏 → 下野 → 陆奥。
- 北陆道，小路，每驿备马5匹。
  - 主干道：山城京都 → 近江 → 越前 → 加贺 → 越中 → 越后国府（今新潟县上越市）。
  - 支路：近江 → 若狭 → 越前、加贺 → 能登、越后 → 佐渡。
- 山阴道，小路，每驿备马5匹。
  - 主干道：山城京都 → 丹波 → 但马 → 因幡 → 伯耆 → 出云 → 石见国府（今岛根县滨田市）。
  - 支路：丹波 → 丹后 → 但马、出云 → 隐岐。
  - 联络道：石见 → 长门。
- 山阳道，大路，每驿备马20匹。
  - 主干道：山城京都 → 摄津 → 播磨 → 备前 → 备中 → 备后 → 安艺 → 周防 → 长门国府（今山口县下关市）。
  - 支路：播磨 → 美作。
- 西海道，小路，每驿备马5匹。
  - 主干道：筑前太宰府（今福冈县太宰府市） → 丰后 → 日向 → 大隅国府（今鹿儿岛县雾岛市）、筑前太宰府 → 筑后 → 肥后 → 萨摩 → 大隅国府、筑前太宰府 → 肥前 → 肥后国府（今熊本县熊本市）。
  - 支路：肥前 → 壹岐 → 对马、丰前 → 丰后、肥后 → 丰后、肥后 → 日向。
  - 联络道：筑前 → 丰前 → 长门。
- 南海道，小路，每驿备马5匹。
  - 主干道：山城京都 → 河内 → 和泉 → 淡路 → 阿波 → 赞岐 → 伊豫国府（今爱媛县今治市）。
  - 支路：伊豫 → 土佐。

### 行政区划
806年，平城天皇下令除东山道以外六道效仿唐制设置观察使，次年东山道及畿内也增设观察使。不过因为平城天皇退位后与其弟嵯峨天皇的政治斗争，观察使制在810年即被废除。
七道与现代行政区划对照如下：
- 东海道，相当于今三重县大部分、爱知县、静冈县、山梨县、神奈川县、东京都、埼玉县、千叶县、茨城县。
- 东山道，相当于今滋贺县、岐阜县、长野县、群马县、栃木县、福岛县、宫城县、山形县、岩手县、秋田县、青森县。
- 北陆道，相当于今福井县、石川县、富山县、新潟县。
- 山阴道，相当于今京都府西北部、兵库县北部、鸟取县、岛根县。
- 山阳道，相当于今兵库县西南部、冈山县、广岛县、山口县。
- 西海道，相当于今福冈县、大分县、佐贺县、长崎县、熊本县、宫崎县、鹿儿岛县。
- 南海道，相当于今三重县南部、和歌山县、香川县、德岛县、爱媛县、高知县。